# Maxime Gonalons
Maxime Gonalons (Vénissieux, 10 maart 1989) is een Frans voetballer die doorgaans als verdedigende middenvelder speelt. Hij tekende in juli 2017 een contract tot medio 2021 bij AS Roma, dat €5.000.000,- voor hem betaalde aan Olympique Lyon. Gonalons debuteerde in 2011 in het Frans nationaal elftal.

## Clubcarrière
Op 6 juli 2009 tekende Gonalons zijn eerste professionele contract bij de club waar hij al sinds z'n 10e zit. Hij maakte zijn debuut op 25 augustus in de laatste voorronde van de Champions League tegen RSC Anderlecht. Hij kwam in na 73e minuten in de plaats van Jérémy Toulalan.
Op 20 oktober speelde Lyon een wedstrijd in de Champions League op Anfield. Gonalons moest na 42 minuten de geblesseerde Cris vervangen. Hij zette Lyon in de 72e minuut op 1-1 waarna César Delgado in blessuretijd de winning goal voor Lyon scoorde. Dat doelpunt werd zijn eerste doelpunt voor Lyon. Op 16 januari 2010 scoorde hij z'n eerste competitiedoelpunt voor Lyon tegen AS Nancy. Tien dagen later beloonde Lyon de middenvelder met een contractverlenging tot 2014.

## Clubstatistieken
| Seizoen | Club           | Land               | Competitie       | Competitie | Competitie | Beker | Beker | Internationaal | Internationaal | Totaal | Totaal |
| Seizoen | Club           | Land               | Competitie       | Wed.       | Dlp.       | Wed.  | Dlp.  | Wed.           | Dlp.           | Wed.   | Dlp.   |
| ------- | -------------- | ------------------ | ---------------- | ---------- | ---------- | ----- | ----- | -------------- | -------------- | ------ | ------ |
| 2009/10 | Olympique Lyon | Vlag van Frankrijk | Ligue 1          | 15         | 1          | 3     | 0     | 9              | 1              | 27     | 2      |
| 2010/11 | Olympique Lyon | Vlag van Frankrijk | Ligue 1          | 23         | 0          | 1     | 0     | 4              | 0              | 28     | 0      |
| 2011/12 | Olympique Lyon | Vlag van Frankrijk | Ligue 1          | 35         | 2          | 9     | 0     | 8              | 1              | 52     | 3      |
| 2012/13 | Olympique Lyon | Vlag van Frankrijk | Ligue 1          | 35         | 3          | 2     | 0     | 6              | 1              | 44     | 4      |
| 2013/14 | Olympique Lyon | Vlag van Frankrijk | Ligue 1          | 36         | 0          | 6     | 0     | 12             | 1              | 54     | 1      |
| 2014/15 | Olympique Lyon | Vlag van Frankrijk | Ligue 1          | 35         | 1          | 3     | 0     | 4              | 1              | 42     | 2      |
| 2015/16 | Olympique Lyon | Vlag van Frankrijk | Ligue 1          | 33         | 0          | 5     | 0     | 5              | 0              | 43     | 0      |
| 2016/17 | Olympique Lyon | Vlag van Frankrijk | Ligue 1          | 30         | 1          | 3     | 0     | 12             | 0              | 45     | 0      |
| 2017/18 | AS Roma        | Vlag van Italië    | Serie A          | 16         | 0          | 1     | 0     | 6              | 0              | 23     | 0      |
| 2018/19 | → Sevilla FC   | Vlag van Spanje    | Primera División | 10         | 0          | 0     | 0     | 3              | 1              | 13     | 1      |
| 2019/20 | → Granada CF   | Vlag van Spanje    | Primera División | 18         | 0          | 6     | 1     | —              | —              | 24     | 1      |
| Totaal  | Totaal         | Totaal             | Totaal           | 286        | 8          | 39    | 1     | 69             | 6              | 394    | 15     |

## Nationaal team
Gonalons debuteerde op 11 november 2011 in het Frans voetbalelftal, in een oefeninterland tegen de Verenigde Staten. Daarvoor kwam hij uit voor Frankrijk -17 en Frankrijk -21.

## Erelijst
| Coupe de France       | 1x | 2011/12 |
| Trophée des Champions | 1x | 2012    |

1 Zidane ·
1 Ru. Sánchez ·
3 Brau ·
4 Rubio ·
5 Insúa ·
6 Hongla ·
7 Boyé  ·
8 Villar ·
9 Weissman ·
10 Uzuni ·
11 Tsitaisjvili ·
12 Ri. Sánchez ·
13 Martínez ·
14 Miquel ·
15 Neva ·
16 Lama ·
17 Corbeanu ·
18 Jóźwiak ·
19 Reinier ·
20 Ruiz ·
22 Sáenz ·
23 Trigueros ·
24 Williams ·
25 Mariño ·
26 Rodelas ·
27 Faye ·
30 Diao ·
Coach: Escribá